# Judson Linsley Gressitt
Judson Linsley Gressitt, född  i Tokyo den 16 juni 1914, död i samband med ett flyghaveri i södra Kina den 26 april 1982 var en amerikansk entomolog.
Hans intresse och samlande omfattade många grupper, fåglar, reptiler, amfibier, växter och insekter, framförallt skalbaggar. Hösten 1932 gjorde han sin första större expedition, tre månader på Formosa, där han besökte alla öns regioner, besteg de två högsta bergen och återvände med en mängd entomologiskt och herpetologiskt material. Han började studera vid Stanford University, men avbröt studierna för ytterligare en tremånadersresa till Formosa och en kortare resa till Kina, vilket resulterade i mer än 50 000 prover av växter, reptiler, amfibier och insekter, inklusive ett antal tidigare ej beskrivna arter i de två sistnämnda. Sommaren 1935 gjorde han en tremånadersresa till Hainan och under 1936 en lika lång resa till södra Kinas inland.
Auktorsnamnet J. Linsley Gressitt kan användas för Judson Linsley Gressitt i samband med ett vetenskapligt namn inom zoologin; se Wikipedia-artiklar som länkar till auktorsnamnet.